# IC 634
IC 634 је галаксија у сазвјежђу Секстант која се налази на листи објеката дубоког неба у Индекс каталогу.
Деклинација објекта је + 5° 59' 31" а ректасцензија 10h 40m 54,8s. Привидна величина (магнитуда) објекта IC 634 износи 14,0 а фотографска магнитуда 15,0. IC 634 је још познат и под ознакама UGC 5811, CGCG 37-111, PGC 31799.